# Květozob křivozobý
Květozob křivozobý (Dicaeum erythrorhynchos) je druh zpěvného ptáka z čeledi květozobovití. Jedná se o drobného ptáka se zavalitým tělem, který se živí nektarem z rostlin, bobulemi a popřípadě i menším hmyzem. Areálem výskytu je Indie, Bangladéš a na Srí Lanka. Stavbou těla se podobá ostatním květozobům, jednou z odlišností je ale jeho narůžovělý a zakřivený zobák, díky kterému získal i český název.

## Popis

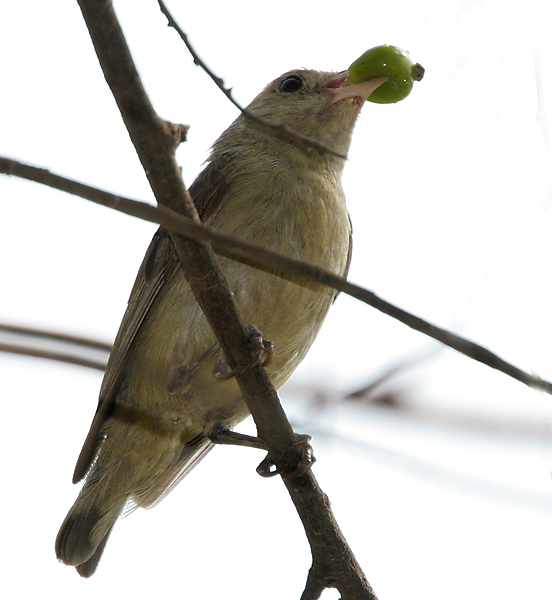
Květozob křivozobý s plodem stromu Muntingia calabura

Květozob křivozobý je drobný ptáček s délkou těla okolo 8 cm, i díky tomu se jedná o jednoho z nejmenších ptáků trvale žijících v Indii a na Srí Lance. Jeho zbarvení není příliš atraktivní či pestré a obyčejně jsou dospělí jedinci nahnědlí nebo olivově zelení. Dolní partie většinou bývají světlejší, než vršek těla. Až na barvu zobáku, který je u květozoba křivozobého narůžovělý, se tento druh velmi podobá jinému druhu květozoba a to květozobu ochmetovému, který žije převážně v severovýchodní Indii a Barmě. Hlava je bez jakéhokoliv značení.
Obecně jsou uznávány dva poddruhy, nominátní Dicaeum erythrorhynchos erythrorhynchos a dále také Dicaeum erythrorhynchos ceylonense. D. i. ceylonense je oproti nominátnímu druhu našedlý a menší, jeho areál rozšíření ale zahrnuje především poloostrovní Indie. Obecně je květozob křivozobý považován za jednoho z prvních květozobů, kteří pocházejí z Malajského poloostrova a přesunuli se i do indického subkontinentu.

## Ekologie
Květozoba křivozobého lze najít v celé poloostrovní Indii a na Srí Lance, spíše vzácně ale i v Bangladéši. Dle IUCN se jedná o málo dotčený, tedy nechráněný, druh se stálou populací.

### Potrava
Květozob křivozobý vyhledává zalesněné plochy s rostlinami z rodu Loranthus, především se pak zajímá o jejich květy. Další oblíbenou rostlinou je i jmelí. Tento druh ptáka hraje významnou roli v roznášení semen rostlin. Květozobové obvykle bobule těchto epifytických parazitních rostlin polykají vcelku, jen výjimečně semena nesežerou, tím je naopak proslulý květozob tlustozobý, který semínka pouze pustí na zem. Květozob křivozobý tedy spolkne bobuli i se semenem, to následně rychle projde jeho střevy, většinou během tří minut. Po vykonání potřeby pak většinou semena vcelku skončí na větvi některého stromu, kde mohou začít klíčit a parazitovat. Další oblíbenou rostlinou květozobů křivozobých je i Dendrophthoe falcata, především její květy, ze kterých květozobové získávají nektar. Rostlina ale má vlastní obranný systém, přičemž při vysávání nektaru "postříká" právě se krmícího ptáka lepkavou tekutinou.
Květozobové se obecně nevyhýbají ani parkům, ve kterých jsou často k nalezení ovocné stromy, jako je například Muntingia calabura. Zde se ptáci mohou živit i na rostlinách Sterculia colorata nebo Woodfordia floribunda.

### Rozmnožování
Všichni květozobové jsou monogamní ptáci, to znamená, že si hledají partnera na celý život. Období hnízdění probíhá od února do června, výjimečně až do září. Hnízdo je malé, zavěšené vysoko na konci větve na stromě a tvořené mechem, jemnou trávou a podobně. Samička do hnízda následně naklade dvě až tři vejce, ze kterých se po krátké době vyklubou holá a slepá mláďata.